# Alfa Romeo C41
De Alfa Romeo C41 is een Formule 1-auto die gebruikt werd door het Formule 1-team van Alfa Romeo in 2021. De auto is de opvolger van de C39 en rijdt met een Ferrari-motor.

## Resultaten
| Kleur  | Resultaat                              |
| ------ | -------------------------------------- |
| Goud   | Winnaar                                |
| Zilver | Tweede plaats                          |
| Brons  | Derde plaats                           |
| Groen  | Gefinisht (punten behaald)             |
| Blauw  | Gefinisht (geen punten behaald)        |
| Blauw  | Niet geklasseerd (NC)                  |
| Paars  | Uitgevallen (DNF)                      |
| Rood   | Niet gekwalificeerd (DNQ)              |
| Zwart  | Gediskwalificeerd (DSQ)                |
| Wit    | Niet gestart (DNS)                     |
| Blanco | Gewond (INJ)                           |
| Blanco | Uitgesloten (EX)                       |
| Blanco | Teruggetrokken (WD) / Niet deelgenomen |
| P      | Poleposition                           |
| S      | Snelste ronde                          |

| Jaar | Chassis en banden | Motor         | Coureurs           | 1   | 2   | 3   | 4   | 5   | 6   | 7   | 8   | 9   | 10  | 11  | 12  | 13  | 14  | 15  | 16  | 17  | 18  | 19  | 20  | 21  | 22  | Punten | WK-plaats |
| ---- | ----------------- | ------------- | ------------------ | --- | --- | --- | --- | --- | --- | --- | --- | --- | --- | --- | --- | --- | --- | --- | --- | --- | --- | --- | --- | --- | --- | ------ | --------- |
| 2021 | C41 P             | Ferrari 065/6 |                    | BHR | EMI | POR | SPA | MON | AZE | FRA | STI | OOS | GBR | HON | BEL | NED | ITA | RUS | TUR | VST | MXS | SAP | QAT | SAU | ABU | 13     | 9         |
| 2021 | C41 P             | Ferrari 065/6 | Kimi Räikkönen     | 11  | 13  | DNF | 12  | 12  | 10  | 17  | 11  | 15  | 15  | 10  | 18  | DNS | ND  | 8   | 12  | 13  | 8   | 12  | 14  | 15  | DNF | 13     | 9         |
| 2021 | C41 P             | Ferrari 065/6 | Robert Kubica      |     |     |     |     |     |     |     |     |     |     |     |     | 15  | 14  |     |     |     |     |     |     |     |     | 13     | 9         |
| 2021 | C41 P             | Ferrari 065/6 | Antonio Giovinazzi | 12  | 14  | 12  | 15  | 10  | 11  | 15  | 15  | 14  | 13  | 13  | 13  | 14  | 13  | 16  | 11  | 11  | 11  | 14  | 15  | 9   | DNF | 13     | 9         |